# Geraldo Halfeld
Geraldo Halfeld (Piau, 18 de dezembro de 1918 – 12 de junho de 2006) foi um farmacêutico e odontologista brasileiro.
Foi eleito membro da Academia Nacional de Medicina em 1973, ocupando a Cadeira 97, que tem Augusto Cezar Diogo como patrono.